# Protonilus Mensae
Protonilus Mensae ist eine Region auf dem Mars im Ismenius-Lacus-Gradfeld. Es liegt zwischen Deuteronilus Mensae und Nilosyrtis Mensae, welche alle an der Grenze zur Mars-Dichotomie liegen. Der Name wurde 1973 von der Internationalen Astronomischen Union übernommen.
Die Oberfläche wird als fretted Terrain beschrieben, sie enthält Hochebenen, Klippen, und große flache Täler. Sie wurden vermutlich durch Schutt fördernde Gletscher geformt. Diese Gletscher werden lobate debris aprons (LDA) genannt, wenn sie Hügel oder Hochebenen umfassen. Wenn sie sich in Tälern befinden, lautet ihre Bezeichnung Lineated valley fill (LVF). Kleinere(jüngere) Ausbuchtung auf größeren(älteren) Ausbuchtungen zeigen, dass er mehr als eine Vergletscherungsphase gab. Er wird vermutet, dass sich unter einer dünnen Schicht Gestein und Staub große Mengen Eis befinden. Radardaten von SHARAD (SHAllow RADar an Bord des MRO) haben sowohl unter LDA, wie auch LVF Eis gezeigt.